# Movimento per l'unificazione della Romania e della Moldavia

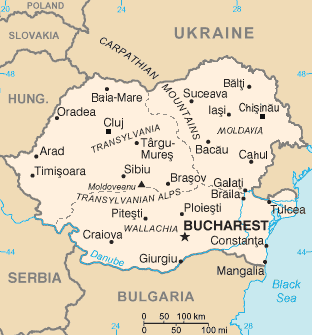
Mappa che mostra l'unione tra Romania e Moldavia, fortemente voluta dal Movimento

Il Movimento per l'unificazione della Romania e della Moldavia (in romeno Unirea Republicii Moldova cu România) mira a un'unione tra i due Paesi, dopo la rivoluzione rumena avvenuta nel 1989. Coloro che sostengono questo movimento prendono il nome di unionişti ("unionisti"), mentre coloro che vi si oppongono (in Moldavia) sono generalmente chiamati moldovenişti ("moldavisti"). La differenza tra questo tipo di "unionismo" e l'irredentismo che caratterizza il Partito Grande Romania è netta: mentre quest'ultimo partito ambisce ad un allargamento della Romania a tutte le regioni limitrofe con anche solo presenze minoritarie di romeni, l'unionismo mira solamente ad una riunificazione tra Romania e Moldavia. I principali movimenti unionisti si chiamano Noii Golani, Deşteptarea ("Il risveglio") e Basarabia - Pământ Românesc ("Bessarabia - Terra Romena").

## Contesto storico
La regione della Bessarabia fece parte del Principato di Moldavia fino a quando non venne annessa nell'Impero russo nel 1812. Durante la rivoluzione russa del 1917 la Bessarabia si dichiarò indipendente, ma l'anno successivo l'Assemblea Nazionale Sfatul Ţării votò a favore dell'unione con la Romania.
Durante la seconda guerra mondiale la Romania accolse la richiesta dell'Unione Sovietica di cedere la Bessarabia a quest'ultima, che la incorporò con il nome di Repubblica Socialista Sovietica Moldava, accentuando le divergenze tra i due Paesi.
La politica ufficiale dell'Unione Sovietica fu quella di considerare il romeno ed il moldavo come due lingue distinte e, per sottolineare tale differenza, venne introdotto un alfabeto cirillico modificato (l'alfabeto moldavo) e modellato su quello russo. Il romeno invece mantenne l'alfabeto latino (che aveva adottato nel tardo XIX secolo, in sostituzione di quello cirillico).

## Periodo storico (1990-1992)
Nel settembre 1989 dopo la Glasnost' dell'Unione Sovietica, il parlamento moldavo incoraggiò una proposta a favore della tutela e difesa di una identità linguistica moldavo-romeno.
Con la scomparsa della Repubblica Socialista Sovietica Moldava le restrittive limitazioni di circolazione delle persone cessarono, con il conseguente riversamento di persone verso il fiume Prut (che delinea il confine tra i due Paesi). Questa decisione ha suscitato speranza, soprattutto in Romania, ma in una certa misura anche in Moldavia, che la riunificazione fosse possibile. Ma l'azione di governo di Ion Iliescu pro-moscovita raffreddò le speranze allontanando il riavvicinamento.
Nel febbraio 1991, in un discorso al Parlamento rumeno, Mircea Snegur, l'allora presidente moldavo, ha parlato della comune identità delle due persone che fa riferimento a romeni su entrambi i lati del fiume Prut e la Sacre terre romene occupate dai sovietici. Nel giugno 1991 ulteriore volontà di unione da parte della Moldavia, aggiungendo che l'Unione Sovietica non intende intromettersi.
Raggiunta l'indipendenza (27 agosto 1991), la Moldavia adottò la bandiera romena con uno scudo moldavo al centro, Deșteaptă-te, române! (in italiano: Risvegliati, Rumeno!), l'inno nazionale romeno, venne adottato anche come inno moldavo, ma la possibile fusione con la Romania venne nuovamente frenata dal Fronte Popolare Moldavo, un ex movimento di opposizione che era giunto al potere, portando ad una separazione di Mircea Snegur del gruppo nel mese di ottobre 1991.
Scrittori e intellettuali moldavi si schierarono al favore della fusione dei due Paesi, che definirono la riunione con la madrepatria romena, ma con oltre il 70% delle preferenze i moldavi respinsero l'annessione alla Romania nel referendum del 1992. Tuttavia la Transnistria usò l'esistenza del Movimento come motivazione per chiedere l'indipendenza.

## Periodo storico (1992-2002)

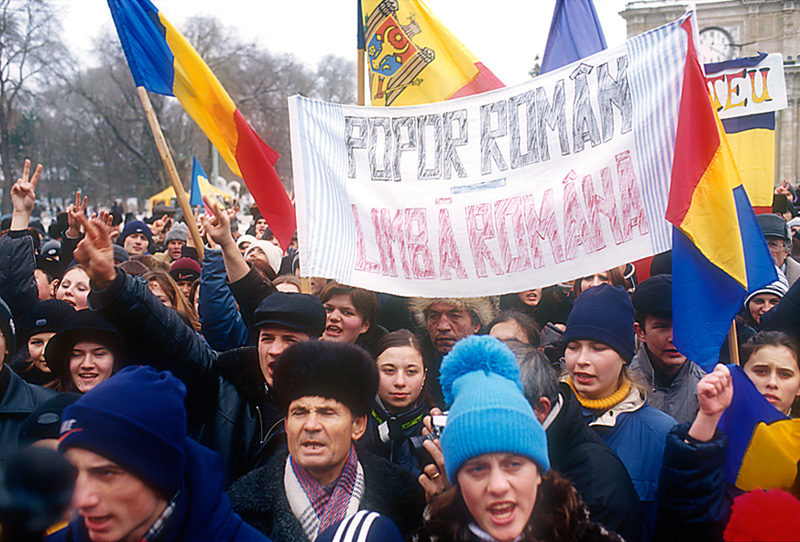
Dimostranti a Chișinău nel gennaio 2002

L'iniziale euforia venne frenata a causa della promulgazione di leggi che allontanavano ulteriormente i due paesi. La costituzione moldava usò il termine "lingua moldava" a discapito di "lingua romena" e l'inno nazionale (tuttora ufficiale) diventò Limba noastră. Nel 1996 il tentativo da parte del presidente moldavo Mircea Snegur di "ripristinare" la lingua romena venne duramente criticato dal Parlamento della Moldavia in quanto interpretato come "promozione di espansionismo romeno".
La nuova politica nazionale moldava (che per certi versi ricorda la linea sovietica Moldovenismo), proclamò i moldavi una etnia diversa di romeni, una minoranza etnica della Moldavia.

## Periodo storico (2002-2007)
Fino a qualche tempo fa una unione tra i due paesi era ritenuta una utopia, a causa del mancato interesse da entrambe le parti. In Romania l'eventuale unificazione non porterebbe vantaggi economici, considerando che la Moldavia è attualmente tra i paesi più poveri in Europa. Inoltre dopo l'entrata nell'Unione europea (2007), molti analisti e politici moldavi riconoscono l'impegno politico e i passi in avanti fatti per una futura fusione.
Per ragioni politiche attuali, l'annessione alla Romania potrebbe includere solo la parte della Moldavia, che si estende fino al fiume Nistro, oltre il fiume, la regione Transnistria non accetterebbe di far parte della Romania.
Prima del 2005 oltre al Movimento Unionista della Repubblica di Moldavia, solo il Partito Popolare Cristiano-Democratico sostenne attivamente l'unificazione, tuttavia la posizione dei cristiano-democratici presenta anomalie a causa della loro collaborazione con il Partito dei Comunisti della Repubblica di Moldavia prima del 2005.
Tale mutamento della politica interna moldava portò alla creazione del Partito Nazionale Liberale (come il partito dello stesso nome in Romania), che supporta la fusione tra i due paesi e l'integrazione europea.
Nel 2004 il quotidiano romeno Ziua pubblicò un piano, sostenuto dal presidente russo Vladimir Vladimirovič Putin, che appoggerebbe la fusione dei due paesi, a patto che la Romania riconosca l'indipendenza della Transnistria. Putin non lasciò dichiarazioni al riguardo. Tuttavia studiosi romeni rigettarono immediatamente questo piano, sollevando la questione della città di Tighina, la cui giurisdizione amministrativa è ancora incerta.
Nel gennaio 2006 il presidente romeno Traian Băsescu si dichiarò favorevole all'entrata della Moldavia nell'Unione europea, dichiarando che la Romania deve adottare una linea politica di unificazione del popolo romeno all'interno della UE.
Nel marzo 2006 secondo un sondaggio, il 51% del popolo romeno sostiene la Moldavia e la sua entrata nell'UE, il 27% contrario e il 10% indeciso., inoltre sempre secondo il sondaggio il 28% è a sostegno della fusione con l'intera Moldavia, mentre il 16% è favorevole alla fusione esclusa la Transnistria.
Nel 2006 il presidente romeno Traian Băsescu avanzò la proposta di fusione al suo collega moldavo Vladimir Voronin, con l'intento di entrare nell'UE insieme. L'offerta venne declinata, Băsescu, rispettando la decisione di Voronin, dichiarò che la Romania potrebbe contribuire per favorire l'integrazione europea.
Dal 1º gennaio 2007 la Romania entrò nell'UE assieme alla Bulgaria.

## Periodo storico (2010-2016)
Il 15 febbraio 2010 è stato aperto il valico di frontiera Lipcani-Rădăuți tra la Romania e la Moldavia e il resto del recinto di filo spinato sovietico sul lato moldavo del confine con la Romania è stato smantellato.
Il 27 novembre 2013, un giorno prima della partecipazione al vertice del Partenariato orientale a Vilnius, il presidente rumeno Traian Băsescu è stato invitato a un'intervista all'emittente televisiva nazionale TVR. Lì ha detto che la terza priorità per la Romania, dopo l'adesione alla NATO e all'UE, deve essere l'unione con la Moldova. "Sono convinto che se c'è una corrente unionista in Moldova, la Romania dirà 'sì' senza esitazione", ha affermato il Capo dello Stato. D'altro canto però, il primo ministro moldavo Iurie Leancă, ha descritto la dichiarazione di Băsescu come fonte di "problemi cruciali" per la Moldavia e ha affermato il sostegno del suo governo a una Moldova sovrana.
Durante la campagna presidenziale nel 2014, Klaus Iohannis dichiarò che «l'unificazione è una cosa che solo Bucarest può offrire e che solo Chișinău può accettare», ribadendo che lo stato romeno aveva l'obbligo storico di sostenere il percorso europeo della Repubblica di Moldavia. La sua posizione, tuttavia, fu variabile. Nel mese di novembre 2016, Iohannis affermò che l'unificazione con la Moldova fosse possibile, ma non nell'immediato futuro. Contestualmente dichiarò che i movimenti favorevoli all'unificazione avevano allontanato i moldavi dalla Romania.

## Doppia cittadinanza
Nel corso del 2006, il movimento sindacale, ottenne importanti risultati: oltre 100.000 cittadini della Repubblica di Moldavia (argomento molto discusso in Romania) hanno chiesto il passaporto rumeno soltanto nel mese di agosto e settembre 2006. Nel frattempo, tra il 1991 e il 2006, 95.000 moldavi hanno ottenuto la cittadinanza rumena. Secondo il presidente rumeno Traian Băsescu nella fine del 2006 sono state pervenute 530.000 richieste da cittadini moldavi per la richiesta di cittadinanza romena, Basescu ha anche accennato al fatto che il numero reale è più elevato, in quanto molte delle richieste non sono state firmate da singole persone ma da interi nuclei familiari. In una successiva intervista rilasciata, il presidente romeno affermò che le attuali richieste di cittadinanza 500.000 ca, potrebbero diventare 1.500.000 nel 2007, cifra pari al 50% della popolazione moldava. 
Nel 2007, il presidente della Moldavia ha dichiarato in un'intervista che i due linguaggi sono identici, ma ha detto che i moldavi hanno il diritto di chiamare la loro lingua moldava. Oleg Serebrian, il leader del Partito Social-Liberale, ha dichiarato che se la Moldavia e Romania in un prossimo futuro si unissero in unico stato, né gli Stati Uniti né la Russia potrebbero porre fine a tale unione.

## Conseguenze nel caso di unione
In caso di unione le cifre economiche sarebbero di peso, anche in termini di rappresentanza all'interno del parlamento europeo. Ecco le cifre di una futura unione:
| Nazione                | Popolazione | Area (km²) | Densità (abitanti/km²) | PIL (miliardi di USD) | PIL pro capite (USD) |
| ---------------------- | ----------- | ---------- | ---------------------- | --------------------- | -------------------- |
| Romania                | 19 186 000  | 238 391    | 80                     | 264,00                | 12 285               |
| Moldavia               | 2 597 000   | 33 843     | 85                     | 10,72                 | 3 166                |
| Romania/Moldavia Unite | 21 783 000  | 272 234    | 81                     | 274,72                | 11 044               |